# 房間 (2003年電影)
是一部2003年美國獨立愛情電影，由湯米·維索編劇、執導、製片和主演。該片主要講述了一段通俗劇式的三角戀愛關係，維索飾演銀行職員強尼，他的女友麗莎（茱麗葉·丹尼爾飾演）和他的好友馬克（葛瑞·賽斯特羅飾演）在其不知情的情況下發展了感情關係。影片將大量時間花費在一系列與主題無關的次要情節上，這些情節大多都有配角參與，而且都因影片反覆無常的敘事結構而無果而終。
據維索介紹，《房間》這一片名的寓意是說一個房間是好事和壞事都有可能發生的場所。賽斯特羅佐證了這一說法，指出本片的原著舞台劇劇本就是以一個房間作為唯一的場景。他同時稱，本片帶有半自傳性質，目的是「對交友的危害作出勸誡性的警示」:228。
美國電影人兼電影學者羅斯·莫林（Ross Morin）在接受《娛樂週刊》採訪時將《房間》形容為「爛片界的《大國民》」，更有一些媒體稱該片是史上最糟糕的電影。該片最初公映時僅在加利福尼亞州的幾間戲院放映，但其怪異且反常規的敘事以及技術和情節上的諸多缺陷使其迅速成為了一部邪典電影。雖然維索後來聲稱《房間》其實是一部黑色喜劇，但觀眾普遍認為它只是一部水準糟糕的劇情片，甚至參演該片的一些演員也認同這一觀點。
2010年，美國電子遊戲網站Newgrounds發行了改編自《房間》的同名電子遊戲。賽斯特羅在2013年出版了名為《災難藝術家》的回憶錄，詳細講述了《房間》的製作過程；詹姆斯·法蘭科執導並主演了由該書改編的同名電影，該片於2017年12月公映。

## 劇情簡介
強尼是舊金山的一名從事銀行業的成功人士，他和未婚妻麗莎生活在城裡的一間公寓裡。麗莎對她的生活和強尼心生不滿，於是引誘強尼最好的朋友馬克，開始與他秘密交往。隨著強尼和麗莎的婚期臨近，強尼的事業遭遇了不順。麗莎在家人與朋友面前對強尼的描述搖擺不定，一面謊稱強尼對她實施了家庭暴力，一面卻又在親友批評強尼時為之辯解。與此同時，強尼偷聽到麗莎向母親承認自己有外遇，於是將一個磁帶錄音機連到了公寓的電話上，試圖確定麗莎的外遇對象。
丹尼是強尼的鄰居和朋友，也是強尼資助的大學生。丹尼與持槍毒販克里斯-R發生了爭執，但強尼和馬克將後者制服並送往執法部門。丹尼同樣對麗莎抱有慾望，也最終向強尼坦白了自己的心跡。強尼的精神狀態逐漸轉差，並叫來了他與馬克共同的朋友，心理學家彼得。彼得時而為麗莎辯解，時而將她評定為反社會人格。對外遇一事心懷內疚的馬克在被彼得拆穿後一度試圖將他殺死。
在一場為強尼舉行的驚喜派對上，他的一位朋友在其他人都已離開房間時撞見了麗莎和馬克在屋內接吻，隨即質問麗莎。強尼向賓客們宣布他和麗莎即將迎來一個孩子，但麗莎告訴賓客們這是她向強尼說的一個謊。在派對接近尾聲時，麗莎向強尼公然炫耀自己與馬克的關係，強尼和馬克發生了撕打。
派對結束後，強尼把自己鎖在洗手間裡。麗莎給馬克打電話，想要離家去找他。強尼從洗手間出來，拿出了錄音機中的磁帶，聽到了麗莎和馬克的親密談話。他精神崩潰，砸爛了公寓裡的物品，並飲彈自殺。聽到動靜後，麗莎、馬克和丹尼先後來到公寓，發現了強尼的屍體。馬克和丹尼都怪罪麗莎讓強尼自殺，馬克也棄她而去。丹尼要求麗莎和馬克離開公寓，但他們選擇留在房間，相互安慰，直到警察到達現場。

### 情節矛盾與敘事缺陷
除了在連貫性方面大量穿幫之外，《房間》中一些情節和角色設定上的矛盾也引起了觀眾和評論家的注意。《波特蘭水星報》指出，影片在引入很多情節線索之後隨即又棄之不理。在影片開始後不久的一場戲中，麗莎和母親克洛黛特在討論為強尼準備驚奇派對；討論進行到一半時，克洛黛特突然對麗莎說：「我的檢查結果出來了。我肯定有乳腺癌。」但此事就此被一筆帶過，接下來再也沒有被提及。此外，觀眾也始終沒能得知究竟是怎樣的涉毒債務糾紛導致丹尼與克里斯-R在天台對峙。
馬克在片中的唯一身份就是「強尼最好的朋友」，影片沒有提供關於他的任何其他背景資料。首次出場時，他在大白天坐在一輛停在路邊的車裡，但卻說自己「很忙」，而他的職業和當時究竟在忙什麼從來沒有得到任何介紹。賽斯特羅在其回憶錄《災難藝術家》中稱，他曾經想為馬克的角色加上一個臥底探員的身份，因為他認為這可以將角色身上幾個不相干的方面聯繫起來（比如他的吸食大麻行為、劇烈情緒波動，以及對克里斯-R事件的處理等）。但維索拒絕在劇本中加入任何關於馬克身世的內容。賽斯特羅寫道，令他感到好笑的是，後來影片同名電子遊戲的作者在遊戲中為馬克增加了一段與他的想法非常相似的背景資料。:195–196
在片中的一場戲裡，幾位主要的男性角色聚集在強尼公寓後面的一條小巷裡，穿著燕尾服互相投擲橄欖球玩耍。在這場戲一開始，當馬克到達時，鏡頭展示他刮掉了自己的絡腮鬍，並在戲劇化的配樂烘托下逐漸向他的面部推近。這段支線中，角色所說和所做的一切都對影片情節沒有任何影響，而這場戲也在彼得不慎摔倒、其餘人決定返回公寓之後戛然而止。維索收到了關於這場戲的大量觀眾提問，於是在影片DVD中的一個問答片段裡做出了回應，但他並沒有對這場戲本身進行解釋，而只是說在不佩戴護具的情況下玩橄欖球「既好玩又富有挑戰性」。賽斯特羅也被問到過馬克剃鬚代表了什麼，但他一度只回答「要是大家知道就好了」。他後來在《災難藝術家》中稱，讓馬克刮掉鬍子是維索的決定，因為這樣一來維索就可以把他對賽斯特羅的暱稱「娃娃臉」（babyface）用在馬克身上；而且維索認為，對於觀眾來說，看到剃鬚後的馬克也會是一個「重要時刻」。賽斯特羅還回憶道，穿燕尾服玩橄欖球的戲是維索在現場即興創作的，他始終沒有向片場的演職人員解釋這場戲的重要性，但依然堅持拍攝，並不惜耽誤拍攝其他更重要的戲份:196–197。

## 主要演員

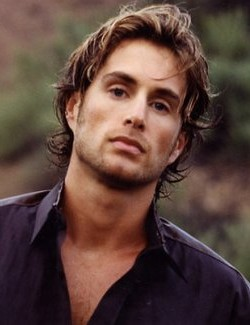
葛瑞·賽斯特羅在影片中飾演馬克並擔任製片經理，他在2013年把拍攝過程中的經歷寫成了回憶錄《災難藝術家》

- 湯米·維索飾演主角強尼[19]，成功的銀行業者、麗莎的未婚夫。
- 葛瑞·賽斯特羅飾演馬克[19]，強尼最好的朋友、麗莎的外遇對象。
- 茱麗葉·丹尼爾（Juliette Danielle）飾演麗莎[19]，影片中的反派、強尼的反社會未婚妻、馬克的外遇對象。
- 菲利浦·霍迪曼（Philip Haldiman）飾演丹尼[19]，強尼視如己出的鄰居學生。
- 卡洛琳·米諾特（Carolyn Minnott）飾演克洛黛特[19]，麗莎的母親。
- 羅賓·帕利斯（Robyn Paris）飾演米歇爾[19]，麗莎最好的朋友。
- 斯科特·霍姆斯（Scott Holmes）飾演麥可[19]，米歇爾的男友。
- 丹·詹吉根（Dan Janjigian）飾演克里斯-R[19]，威脅丹尼的毒販。
- 凱爾·伏特（Kyle Vogt）飾演彼得[19]，心理學家、強尼和馬克的朋友。
- 葛瑞格·艾勒瑞（Greg Ellery）飾演斯蒂文[19]，強尼和麗莎的朋友。

## 製作

### 籌備
《房間》的故事源自維索在2001年創作的一齣舞台劇。湯米·維索自稱，他隨後將這個劇本改編成了一本500頁的書，但沒有能夠將其出版。他於是決定把故事改編成電影，並親自製片，以確保自己對這個項目的完全控制權。
維索一直對於項目拍攝資金的來源諱莫如深，不過他曾向《娛樂週刊》透露，部分經費是來自於他本人在韓國從事皮衣進口所獲得的收入。賽斯特羅在《災難藝術家》中說，維索多年以來透過在洛杉磯和舊金山地區進行創業和房地產開發而積累了大量財富，在影片開拍時就已經非常富有:244–250。《房間》的製作成本達到了600萬美元（約合2024年的1026萬美元），全部花銷都用在了拍攝和宣傳上。據維索稱，影片之所以成本高昂，是因為演職人員中有相當一部分被替換，而且每名演員都有多位替補演員。賽斯特羅則認為，影片預算增加是由於維索在拍攝過程中作出了大量錯誤決定，譬如為本可以實景拍攝的戲份搭建場景、購買不必要的設備、在不同場景裡多次拍攝同一場戲等；而且，因為維索經常忘記自己的台詞或站位，幾分鐘長的對話戲經常要花費幾小時甚至幾天來拍攝，這也導致了影片的成本迅速上升:32;68–71。
賽斯特羅和飾演斯蒂文的葛瑞格·艾勒瑞回憶道，維索來到了提供攝影器材租賃服務的Birns and Sawyer片場，租下了一個攝影棚，又購買了一套「新導演套裝」，其中包括了兩部全新的膠片和高清數位攝影機。維索不明白35毫米膠片和高清數位影音的區別，於是決定以同時以兩種格式進行拍攝，並自己組裝了一套設備，將兩台攝影機並排擺放，由兩組燈光和攝影團隊同時分別操作:26。維索自稱這樣做是為了讓自己成為第一位以兩種格式同時拍攝整部電影的導演，不過《房間》的最終版本只使用了35毫米膠片拍攝的素材:26。

### 選角

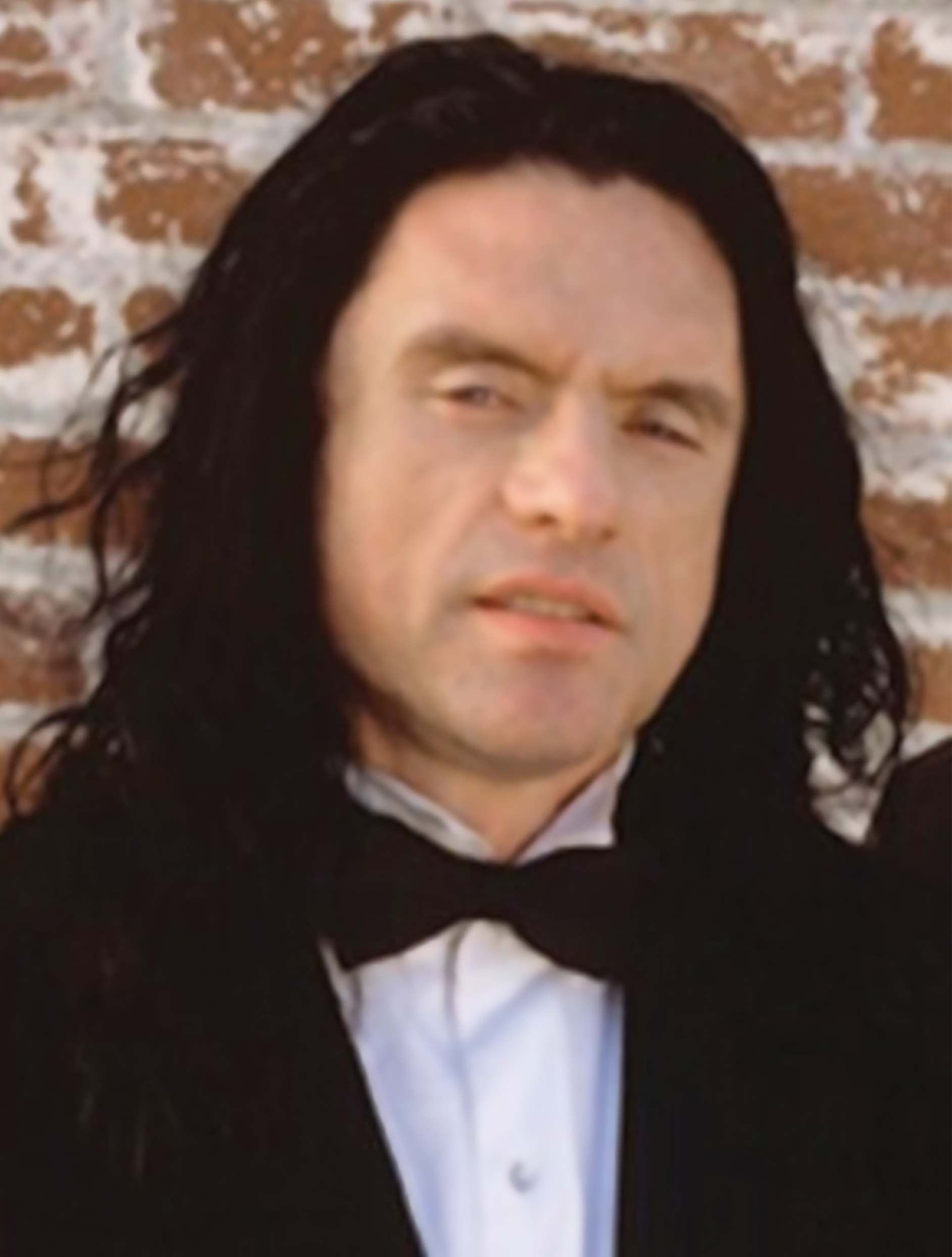
湯米·維索以強尼的形象為《房間》拍攝的宣傳照

維索說，在為影片選角時，他參考了上千位演員的肖像照。然而，最終出演《房間》的演員幾乎都從來沒有參演過電影長片，例如《房間》就是卡洛琳·米諾特（飾演麗莎的母親克洛黛特）出演的首部電影。賽斯特羅的電影業工作經驗也相當有限，他在拍攝前已與維索結識，但只答應擔任參與拍攝的工作人員；然而，在影片拍攝的第一天，維索就解聘了原定出演馬克的演員，賽斯特羅這才同意代替其出演。他後來表示對拍攝性愛場面感到不舒服，維索因此允許他在這些戲份中穿著牛仔褲 。
飾演斯蒂文的葛瑞格·艾勒瑞稱，茱麗葉·丹尼爾在拍攝開始時「剛剛從德克薩斯州開來的巴士上下來」，全體演員在拍攝的第一天都「驚恐地看著」維索趴到丹尼爾身上，開始拍攝他們的性愛戲。賽斯特羅則不認同這一表述，稱該場性愛戲是最後拍攝的戲碼之一:234。他說丹尼爾最初是麗莎一角的三至四名替補演員中的一位，在原定演員退出拍攝後才被選中成為正式演員。丹尼爾稱，她最初被選中扮演的角色是米歇爾，後來在原本要飾演麗莎的演員因「個性與角色不搭」而退出影片製作後而改為扮演麗莎。她說，這名原定演員與維索的年齡更為相近，講話還帶有被維索稱為「隨便」的口音；賽斯特羅透露，該演員是來自某個南美洲國家的一名拉美裔人士，與維索心目中的美國女孩形象不符:122。此外，丹尼爾還說，有多名演員在影片開拍前就被解僱，其中還包括一名原定飾演米歇爾的女演員。
飾演彼得的凱爾·伏特在開拍之初就告訴攝製團隊，他能用來拍攝的檔期有限。影片沒有能夠及時拍完他的全部戲份，因此儘管彼得在一場尚未拍攝的高潮戲中起到關鍵作用，伏特還是離開了片場。他在影片後半段的台詞被改交給了艾勒瑞，後者飾演的角色斯蒂文不但沒有在片中得到任何介紹，甚至從未被直呼其名。

### 劇作
《房間》最初的劇本比拍攝時使用的版本要長出很多，還包含一系列的冗長獨白；演員和場記無法理解相當一部分對白，因此在拍攝過程中隨時在片場對劇本進行修改。一位不願透露姓名的演員對《娛樂週刊》說，劇本裡的「很多東西根本說不出口。我知道大家很難想像還有什麼會（比電影裡呈現出來的）更糟了，但確實有。」賽斯特羅說，維索堅持要求演員們嚴格按照劇本裡的台詞表演，不過幾名演員在表演時成功地加入了即興台詞，其中一部分也出現在了影片的最終版本中。
賽斯特羅在《災難藝術家》中回憶稱，維索一開始想要在《房間》中加入一段情節，揭曉強尼其實是吸血鬼，因為維索本人對吸血鬼一直情有獨鍾:84。在影片拍攝之初，他還要求工作人員想辦法在一場戲中讓強尼的轎車從公寓天台起飛並在舊金山天際翱翔，從而揭示強尼的吸血鬼身份，但這一構想最終沒有在成片中得以實現:92。
在影片的劇本中，角色身上出現了大量難以解釋的情緒和性格轉變。賽斯特羅在書中提到了兩場戲來分析影片突兀的語調轉換。第一場中，強尼一邊走上天台，一邊忿忿不平地念叨著麗莎對他的家庭暴力指控，但在見到馬克之後馬上變得開心起來，還在聽說馬克的一位朋友被痛毆之後不合時宜地大笑。在片場，賽斯特羅和場記桑迪·史克萊（Sandy Schklair）反覆勸說維索不要將這場戲喜劇化，但後者堅持保留強尼大笑的部分:65–67。另一場戲發生在不久之後，彼得對馬克表明他認為馬克和麗莎有外遇，馬克一怒之下試圖把彼得推下天台殺死他；就在彼得即將墜樓的時候，馬克卻突然把他從天台邊上拉回來並向他道歉，兩人又開始繼續之前的對話，完全沒有再次提及此事:36。
劇本中有大量的重複對白，強尼的台詞更是包含很多反覆出現的短語：在影片中，他在幾乎每場對話開始時都用「哦，嗨！」（Oh, hi!）打招呼，在多數時候又會以「就是這麼回事」（That's the idea!）作結。幾位其他主要角色也經常用「別想這些了」（Don't worry about it）來不屑地中止對話，麗莎則往往以「我不想聊這個」（I don't want to talk about it）來打斷和強尼的談話。幾乎每位男性角色都有評論麗莎身材的對白，其中強尼的一位名字不詳的朋友在片中的唯一一句台詞就是「麗莎今晚好辣啊」。雖然片中有相當一部分對白都在討論麗莎和強尼即將舉行的婚禮，但是沒有任何角色用過「未婚妻」（fiancée）和「未婚夫」（fiancé）這兩個詞，而只是說麗莎是強尼「未來的妻子」（future wife）、強尼是麗莎「未來的丈夫」（future husband）。

### 拍攝
《房間》的主體拍攝持續了六個月，主要在洛杉磯的一個錄音平台上進行，另有一個第二攝製組在舊金山進行拍攝。片中的天台戲就是在錄音平台上拍攝，再在後期製作時通過綠幕在背景中加上舊金山的城市景觀。影片攝製團隊超過400人，維索的職務包括演員、執行製片人、編劇、製片人和導演。克洛伊·麗斯基（Chloe Lietzke）和德魯·凱弗瑞（Drew Caffrey）等另外兩人也被列為執行製片人，但據賽斯特羅披露，前者完全沒有參與影片製作，而後者則在拍攝開始前幾年就已經身故。維索對幕後製作團隊有諸多不滿，並兩次將整個團隊全部替換（但他後來稱共替換了四次）。一些工作人員身兼多職，譬如賽斯特羅自己就在扮演馬克之外還擔任現場製片和維索的助理，還參與了選角工作。在現場，維索頻繁忘詞和錯過指令，導致很多戲份不得不反覆重拍，還需要場記在現場提詞和指導；因此，他在片中的大多數台詞都是在後期製作時配音的:127–128。

### 配樂
影片的配樂由洛约拉马利蒙特大学音樂教授莫拉德恩·米勒柴維柯創作。米勒柴維柯之後還為維索2004年拍攝的紀錄片《在美國無家可歸》（英語：Homeless in America）配樂，又在2016年擔任了關於《房間》的紀錄片《充滿勺子的房間》（英語：Room Full of Spoons）的配樂師。
除了米勒柴維柯創作的部分之外，影片的原聲帶中還包含四支R&B慢板歌曲，分別在影片的五場性愛戲中使用（米歇爾和麥可的一場口交戲只使用了器樂）。這四首歌分別是懷曼·戴維斯（Wayman Davis）演唱的、克林特·甘博亞（Clint Gamboa）的、甘博亞和貝爾·強森（Bell Johnson）的，以及基特拉·威廉斯（Kitra Williams）的，其中最後一首還在片尾字幕時播放。原聲帶由維索自己的TPW Records唱片公司在2003年7月27日發行。

### 導演署名爭議
在《娛樂週刊》2011年2月11日刊發的一篇報道中，曾參與《房間》拍攝工作的資深場記桑迪·史克萊聲明要求署名為該片的導演。史克萊對《娛樂週刊》稱，在他被聘為場記後不久，維索就不得不全身心投入表演工作而無法履行導演職責，要求史克萊「告訴演員們做什麼，喊『開始』和『停』，並告訴攝影師拍哪些鏡頭」。史克萊說，他和維索曾經就此有過交流，後者拒絕放棄導演頭銜，但要求前者執導電影。史克萊的表述得到了片中至少一位不願透露姓名的演員的確認，維索則完全否認了他的說法。賽斯特羅在《災難藝術家》中部分證實了史克萊的陳述，稱他在維索記不住台詞或無法與其他演員對戲時執導了很多戲份，但同時說他要求署名導演「有點像是聲稱自己是興登堡號飛船的航空學工程師」:27;127–128。維索對史克萊的要求回應道：「這簡直太可笑了……我覺得這種事只有在美國才會發生。」

## 創作靈感
《房間》的主要情節是基於維索本人的生活經歷，包括強尼來到舊金山的過程、與麗莎的感情經歷，以及與馬克間的友誼和背叛等:244–248。賽斯特羅在書中轉述維索的話稱，麗莎的原型是維索真實生活中認識的一位年輕女性，他曾用一隻價值1500美元的戒指向她求婚，但之後多次遭她背叛，最終導致二人分手:246。
賽斯特羅推測，鑑於維索對電影《天才雷普利》產生的強烈情感共鳴，他很可能是按照主角湯姆·雷普利的特點來為麗莎加上了陰險而愛算計的特質，並讓《房間》中的三位主要角色分別對應《天才雷普利》的三名主角；此外，維索的本意也是要以飾演雷普利的演員麥特·戴蒙來命名馬克這一角色，但卻錯把「麥特」（Matt）聽成了「馬克」（Mark）:186–189。維索在創作中還參考了田納西·威廉斯的室內劇，他在戲劇學校時就非常喜歡表演這些劇中情緒充沛的段落，《房間》的很多宣傳材料也明確指出了該片與這些室內劇的相似之處:43–47。
維索在導演和表演時有意模仿了克林·伊斯威特、奧森·威爾斯和詹姆斯·狄恩（尤其是狄恩在中的表演），甚至從他們的電影中直接引用了台詞——《房間》中的經典對白「你快要把我撕裂了」（You are tearing me apart）即出自狄恩主演的《養子不教誰之過》:126。

## 發行

### 宣傳
《房間》的宣傳物料幾乎只有洛杉磯噴泉大道和高地大道交叉口北側的一塊廣告牌，牌子上是維索半閉著左眼的大特寫（亦即《房間》海報中使用的照片），他本人把這張照片稱作「惡人」。片方的宣傳團隊此前也設計了一張更為傳統的宣傳圖，把主要角色的頭像擺在金門大橋上方，但維索因為「惡人」所帶有的挑釁性而選擇了它；在影片上映時，這個廣告牌讓很多路過的人都以為《房間》是部恐怖片。維索還出資在洛杉磯及週邊的電視和報刊上為《房間》進行了小範圍的造勢，廣告語把影片稱為「一部擁有田納西·威廉斯般熱情的電影」。
雖然《房間》上映後商業反響慘淡，但維索還是以每月5000美元的價格把廣告牌立在原地五年之久:100。廣告牌詭異的圖像和漫長的投放期讓它成為了一個小型旅遊景點。在被問及是如何能夠在這樣繁華的地段佔據廣告位如此之久時，維索回答道：「我們喜歡這個地點，也喜歡這個廣告牌，所以我們覺得應該讓大家來看《房間》……我們在賣DVD，賣得還不錯。」

### 上映與評價
《房間》因「性愛、粗口和短暫暴力」而被美國電影協會定為R級。2003年6月27日，《房間》在洛杉磯萊姆利院線旗下的費爾法克斯和法布魯克購物中心兩間戲院開始公映，購票的觀眾都免費獲贈了一張影片的原聲CD。維索在其中一間戲院為演員和媒體安排了一場放映，並租來了一盞聚光燈擺在戲院門口，還乘轎車抵達放映場地。雖然飾演米歇爾的演員羅賓·帕利斯說觀眾們都被電影逗笑了，但觀看同場放映的《綜藝》記者斯科特·方達斯（Scott Foundas）則指「不到30分鐘，大部分觀眾就要求退票了」。《房間》在兩家萊姆利戲院合共只放映了兩週，票房僅有1800美元（約合2024年的3077美元）。在影片映期即將結束時，法布魯克購物中心戲院在票房窗口上張貼了兩張告示，一張用全大寫字母寫著「不可退票」，另一張引用了一篇影評中的諷刺說法：「看這部電影就像頭上被捅刀子。」:xiv電影資訊網站IFC.com形容維索在片中講話的聲音是「在努力模仿扮演精神病人的」。《衛報》評價影片是「田納西·威廉斯、和勞·凱利的《被困櫃中》」的混合體。
《房間》在表演、劇本、對白、技術水準、配樂、導演和攝影等方面得到了全方位的差評。截至2017年末，影評聚合網站Metacritic上對《房間》的綜合評分只有9分（滿分100分）。同類型網站爛番茄上對《房間》的27條評論中只有26%為好評，平均評分2.9（滿分10分）；影評人的共識評價寫道：「湯米·維索這部誤入歧途的傑作是真正的午夜電影經典，它以無邊的熱情顛覆了電影創作的規則，讓表演、劇本、攝影等無聊瑣事全都變得無關緊要。你再也無法以同樣的眼光看橄欖球了。」儘管收穫這樣的惡評，觀眾們卻因為同樣的原因而對影片推崇有加，甚至有人將其稱為「影史上最好的爛片」。
2013年，《大西洋月刊》的亞當·羅森（Adam Rosen）發表了題為《〈房間〉等傑出爛片是否該算是「非主流藝術」》的文章。他在文中說：「『非主流藝術』這一稱號一般被用來指畫家和雕塑家……但用它來稱呼湯米·維索這種屢屢受挫卻無自知之明的電影人似乎也並無不可。」

### 首輪公映後的放映活動

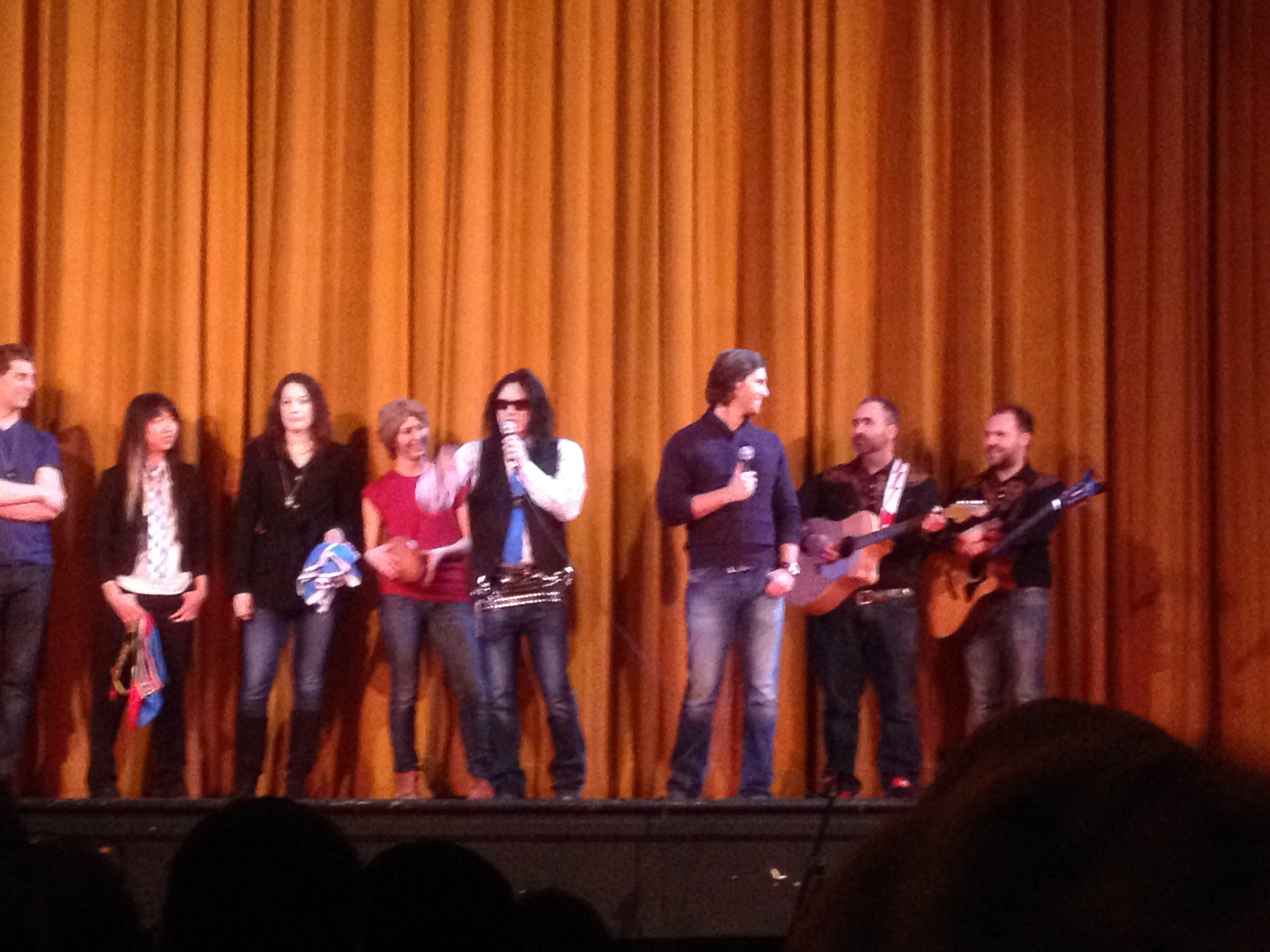
維索和賽斯特羅在《房間》的一場放映之前回答觀眾問題

在《房間》公映第二週的一場放映中，全場觀眾屈指可數，但其中之一是搞笑短片網站「五秒影片」的成員麥可·侯瑟萊（Michael Rousselet）。他認為影片糟糕的對白和技術水平起到了無心插柳的幽默效果，並把這場放映當成了「自己的私人《神秘科學劇場》」（後者是一部電視影評喜劇，講述主角被兩位瘋狂科學家強逼觀看大量B級片）。在這場放映之後，侯瑟萊開始邀請朋友跟他一起去戲院觀看該片，並在觀賞過程中對影片加以嘲諷。經過口口相傳，影片公映期間最後一場放映的觀眾人數達到了大約100人，侯瑟萊和朋友們則在三天內觀看了四場。其後若干年裡《房間》放映時的一些觀影傳統（諸如投擲勺子和橄欖球）正是在這些早期的放映場次裡形成的。
《房間》的戲院公映結束後，參加過最後一場放映的觀眾們開始給維索發電郵，表達他們對影片的喜愛。在大量觀眾來信的鼓舞下，維索在2004年6月安排了一場午夜放映，在大獲成功後又開始繼續安排更多的午夜場。影片的追隨者不乏保羅·路德、大衛·克勞斯、威爾·阿奈特、帕頓·奧斯瓦特、塞斯·羅根、詹姆斯·法蘭科、戴夫·法蘭科、喬納·希爾等名人，克莉絲汀·貝爾更是設法獲取了一盤電影膠片，並在家中舉辦私家放映派對；電視劇《偵探小天后》的編劇羅伯·托馬斯說，他在劇集中「盡可能多地」加入了對《房間》的影射。影片逐漸在美國以至世界範圍內獲得了邪典電影的地位，維索也在全美以及加拿大、英國、澳大利亞、紐西蘭、法國、義大利、丹麥、挪威等國舉行了放映。
直到今天，全世界還有很多戲院放映《房間》，其中一些會每月都進行放映。在這些放映中，影迷們會像《洛基恐怖秀》一樣與電影互動，著名的觀影傳統包括裝扮成片中角色、向銀幕投擲塑料勺子（起因是強尼桌上擺著的一張來歷不明的勺子照片）、近距離互相拋橄欖球、嚷出影片的經典對白和咒罵影片的不合理之處等。
2017年，以《房間》拍攝過程為藍本的影片《大災難家》公映並博得評論家和觀眾的好評，使得《房間》重新進入大眾視野。2018年1月10日，電影放映機構Fathom Events與北美地區500餘間戲院合作，將《房間》重新搬上大銀幕；這是影片在首次公映14年後第一次在北美進行大規模戲院放映。此外，自《房間》在美國首映後的近15年內，儘管維索曾表達過想要將影片呈現給亞洲觀眾的計畫，但該片始終沒有在亞洲進行過正式放映。2018年1月，有香港影迷從維索影業取得放映權，並正式將片名譯作《瘟室》，在全港多家影院舉行了影片的放映活動。同年4月，台北金馬奇幻影展舉辦了《房間》的展映，實現了該片在台灣的首次正式公開放映。20週年之際，英皇戲院於2023年9月22至24日在澳門葡京人放映。

### 家庭媒體
《房間》的DVD在2005年12月發行，藍光光碟在2012年12月發行 。影片的音像製品通過維索影業的官方網站、Netflix和亞馬遜銷售。
DVD裡的特輯之一是一段對維索的採訪，由賽斯特羅在鏡頭外提問。維索坐在一個壁爐前，壁爐架上擺滿了影片中的道具，旁邊還掛著一張影片的海報。維索的一些回答經過了後期配音，但從畫面中可以明顯看出配音的內容和他原本回答的內容並無差別。他還迴避了一些問題。
藍光碟中的花絮片段之一是毒販克里斯-R與丹尼的對峙戲的另一版本。這一版中，兩人在後巷而不是天台相遇，丹尼在玩的也不是橄欖球，而是籃球，他還邀請克里斯-R一起玩，企圖把話題從債務糾紛上引開。另一支花絮片段是一條拍攝現場的實況紀錄片，時長超過半個小時，沒有旁白，也幾乎沒有台詞，內容以演職人員拍攝前的準備工作居多，唯一一個採訪對象是片中的演員卡洛琳·米諾特。
2011年，維索接受採訪時表示他會使用《房間》的35毫米膠片素材推出3D版本。這一版本截至2025年尚未面世。

## 衍生作品

### 圖書及同名電影
2011年，有報道稱賽斯特羅與出版商西蒙與舒斯特簽訂了出版協議，將會把自己參與《房間》拍攝的經歷整理成書出版。該書最終定名《災難藝術家》，由賽斯特羅和美國記者湯姆·比塞爾合著，並於2013年10月出版。
該書的電影改編計畫於2014年2月提上日程，影片由賽斯·羅根監製，詹姆斯·法蘭科執導。法蘭科說，這部同名電影將是保羅·湯瑪斯·安德森的兩部電影《不羈夜》與的「合體之作」。法蘭科在片中飾演維索，他的弟弟戴夫·法蘭科飾演賽斯特羅，羅根飾演場記史克萊，影片的編劇是曾執筆《生命中的美好缺憾》劇本的史考特·諾伊史達特與麥可·H·韋柏，曾與法蘭科和羅根多次合作的布蘭登·特羅斯特擔任攝影指導。拍攝於2015年12月7日開始，2016年1月28日結束。影片由A24和新線影業共同發行，於2017年12月1日在北美上映。該片在2017–18頒獎季中收穫了包括奧斯卡金像獎和金球獎在內的多項提名，其中法蘭科獲得了當屆金球獎的最佳音樂及喜劇類電影男主角獎項，並在領獎時邀請維索一同登上舞台。

### 其他影視作品
2014年，在《房間》中飾演米歇爾的羅賓·帕利斯在Kickstarter上發起眾籌，募資拍攝網路仿紀錄片劇集《〈房間〉演員今何在》（英語：The Room Actors: Where Are They Now?），假想《房間》演員們目前的生活。眾籌項目最終從385名支持者處募集到31556美元（約合2024年的41914美元）。《房間》的多名演員出演了本劇，但維索和賽斯特羅沒有加入。劇集於2016年9月30日在第24屆雨舞影展首映，並於2017年11月30日在Funny or Die網站正式播出。
2016年，加拿大紀錄片導演里克·哈珀（Rick Harper）出品了紀錄片《充滿勺子的房間》。影片採訪了《房間》的多位演職人員，並調查了維索本人的身世。維索最初對哈珀拍攝此片給予了支持，但哈珀後來不顧維索反對採訪了史克萊，並揭露了維索一直以來諱莫如深的個人身分細節，導致二人交惡；維索不但中止了合作關係，更控訴哈珀侵犯知識產權和個人隐私，並成功向法庭申請了禁制令，禁止哈珀發行、放映和宣傳《充滿勺子的房間》，導致影片的DVD預售被迫暫停。最終安大略省高等法院於2020年裁定維索敗訴，並需向製片方賠償近100萬加元。該片目前仍未通過任何渠道發行。
2017年，賽斯特羅與維索時隔15年後再次在劇情片中合作，主演了影片。影片的英文片名是影射《房間》中強尼和馬克頻繁互稱對方為「最好的朋友」，片中多處也重現了《房間》的經典台詞和橋段。該片於2017年首映，並定於2018年上映。
據2023年3月9日的報導，《房間》的綠幕翻拍版《房間歸來！》正在後期製作中，由巴布·奧登科克主演。

### 電子遊戲
2010年9月，美國電子遊戲網站Newgrounds發佈了根據《房間》改變的同名Flash網頁遊戲向影片致敬。這款角色扮演冒險遊戲使用了16位元風格，站在強尼的視角經歷影片的情節。遊戲由網站的擁有者湯姆·弗普（Tom Fulp）親自製作，配樂基於米勒柴維柯的原版電影配樂創作。

### 現場表演
2010年6月10日，美國電影學會旗下的銀泉文化中心劇院基於《房間》的原始劇本舉辦了一場現場表演暨劇本朗讀會，維索和賽斯特羅分別重新扮演了強尼和馬克。
2011年，維索透露他計畫將《房間》改編成一齣百老匯音樂劇，而他將擔任編舞，並在首演之夜親自扮演強尼。他在2016年接受採訪時再次提及了這一計畫，稱想要把該劇打造成一部「音樂劇/喜劇」
。

## 對流行文化的影響
美國動畫電視頻道Adult Swim的喜劇小品節目《提姆和艾瑞克超讚秀》在2009年3月9日播出了一集名為《湯米》的節目，整集都以維索作為主角。劇集虛構了一部名為《豬人》的電影，維索擔任「客座導演」，與劇中的其他主要演員以仿紀錄片的形式在電影拍攝期間接受採訪；《房間》中的兩場戲也在這集節目中出現。從2009年起，Adult Swim在連續三年的愚人節都完整播放了《房間》；2012年愚人節，該頻道播放了影片的前二十秒，隨後開始轉播姊妹動畫頻道Toonami。
2009年6月18日，搞笑評論音軌製作團隊RiffTrax為《房間》發佈了評論音軌，由曾任《神秘科學劇場3000》編劇的麥可·J·尼爾森、比爾·科貝特和凱文·墨菲擔任評論員。2015年5月6日，RiffTrax又舉辦了一場劇院表演，並在美國和加拿大的700多家戲院進行了現場轉播。這場表演作為「RiffTrax最佳現場表演」系列的一部分，在2016年1月28日重新在戲院放映。
2009年，喜劇演員帕頓·奧斯瓦特在自己的單口喜劇DVD《我的弱點很強壯》中與喬·漢姆合作出演了一段惡搞《房間》的資訊型廣告。
2010年，網路喜劇劇集《懷舊影評》推出了對《房間》的惡搞影評，其中列舉了該片的低劣表演和編劇，但依然鼓勵觀眾觀看這部電影，因為「它是為數不多的只有眼見才為實的影片之一」。這集節目一度因為《房間》出品方維索影業的侵權指控而被撤下，並被另一支名為《湯米·偽秀》（The Tommy Wi-Show）的短片替代，節目主持道格·沃克（Doug Walker）在片中打扮成維索的模樣，諷刺維索影業的指控；原本的節目後來又重新上線。賽斯特羅和茱麗葉·丹尼爾都對這集影評表示讚賞，前者在2013年出演了《懷舊影評》的另一集節目，重新扮演馬克一角。維索和賽斯特羅還分別做客了沃克的脫口秀節目《閉嘴，說話》。
2014年，維索執導的情景喜劇《鄰居》首播集的一場戲中，角色特洛伊在觀看《房間》。
2015年，賽斯特羅出演了五秒影片出品的電影《兄弟會大屠殺3》，影片的導演就是在《房間》首輪放映期間開啟了該片亞文化運動的麥可·侯瑟萊。
2015年7月5日，美國知名答疑專欄作家艾美·狄金森在她的專欄「問問艾美」中誤將一封惡作劇來信刊出，該信以《房間》的情節為藍本，並在經過了報紙編輯的修改之後仍然包含了從影片中擷取的對白。狄金森隨後在其擔任嘉賓的全國公共廣播電台遊戲節目《等等……別告訴我！》以及自己兩週後的專欄中分別對這一惡作劇做出了回應。

## 外部連結
- 官方网站
- 互联网电影数据库（IMDb）上《房間》的资料（英文）
- Metacritic上《房間》的資料（英文）
- 爛番茄上《房間》的資料（英文）
- 豆瓣电影上《房間》的資料 （简体中文）
- 时光网上《房間》的資料（简体中文）